# シュユノトキ
シュユノトキは、日本の女性アイドルグループ。株式会社 SERA entertainment所属。

## 概要
「『須臾（しゅゆ）』とは一瞬を意味します。この一瞬の時間を大切に、そして、その一瞬に思いを込めてあなたに私たちを伝えていきたい」というコンセプトから生まれた4人組のアイドルグループ。
2022年8月12日に事実上の前身グループとなるi-deal PROJECTから、虻崎らむ、一ノ清月、亀子にか、立花みか、新菜るか、青明もなの6名がIORI COMPANYに移籍してデビュー。
デビュー曲は「恋-Emotion」（作詞・作曲：多田慎也 編曲：島田尚 Bass：高田雄一〈ELLEGARDEN〉 Drums：ピエール中野〈凛として時雨〉）。
オリジナル楽曲の他、事実上の前身グループのi-deal PROJECTや元事務所の先輩グループにあたるキミノマワリ。の楽曲もカバーしている。

## 来歴
2022年
- 4月10日、事実上の前身グループとなるi-deal PROJECTが、後にシュユノトキとしてデビューするメンバー6名を含む9名でデビューする[1]。
- 6月30日、i-deal PROJECTが解散[2]、メンバー全員がKKK Corporationを退所し虻崎らむ、一ノ清月、亀子にか、立花みか、新菜るか、青明もなの6名がIORI COMPANYへの移籍をする旨が発表される。
- 8月12日、デビューライブ「須臾乃刻」にて虻崎らむ、一ノ清月、亀子にか、立花みか、新菜るか、青明もなの6名でシュユノトキとしてお披露目される[3]。
- 8月28日、@JAM EXPO 2022に出演。
- 11月13日、新曲「START」（作詞：小林もも、一ノ清月〈シュユノトキ〉 作曲：小林もも 編曲：ナガリョウ 振付：カミヤサキ）が披露される。
- 11月14日、シュユノトキとして初となる生誕祭が一ノ清月・立花みか・新菜るか・青明もなの合同生誕祭として開催される。
- 12月31日、一ノ清月・新菜るかの両名の脱退が発表される。[4]

2023年
- 2月3日、虻崎らむ・亀子にかの合同生誕祭が開催される。
- 4月27日、初となる定期公演「ムセンノトキ Episode.1」が GOTANDA G3 で開催される。同ライブで新曲「ROUTE」が初披露される。
- 7月5日、シュユノトキとしては初となる「単独生誕」、立花みか生誕祭が開催される。
- 8月12日、1周年を記念して初となるワンマンライブ「シュユノトキ1st Anniversary ONEMAN〜鏡花水月〜」が開催される。同ライブで新曲「全部」が初披露される。
- 8月26日、@JAM EXPO 2023 supported by UP-Tに出演。
- 11月8日、虻崎らむをグループから契約解除した。それに伴い、12月末をもって解散することを発表した。

## メンバー

### 最終メンバー
| 名前                   | 愛称                     | 担当カラー | 生年月日 | 出身地   | 身長  | 血液型 | 活動期間                       | 備考              |
| ---------------------- | ------------------------ | ---------- | -------- | -------- | ----- | ------ | ------------------------------ | ----------------- |
| 亀子にか かめこ にか   | 亀、亀ちゃん、にかちゃん | 緑         | 2月28日  | 北海道   | 155cm | 不明   | 2022年8月12日 - 2023年12月29日 | 元 i-deal PROJECT |
| 立花みか たちばな みか | みかぴ                   | オレンジ   | 7月5日   | 神奈川県 | 156cm | AB型   | 2022年8月12日 - 2023年12月29日 | 元 i-deal PROJECT |
| 青明もな はるめ もな   | もなこ                   | 青         | 11月23日 | 長野県   | 169cm | A型    | 2022年8月12日 - 2023年12月29日 | 元 i-deal PROJECT |

### 元メンバー
| 名前                   | 愛称                   | 担当カラー | 生年月日 | 出身地   | 身長  | 血液型 | 活動期間                       | 備考                            |
| ---------------------- | ---------------------- | ---------- | -------- | -------- | ----- | ------ | ------------------------------ | ------------------------------- |
| 一ノ清月 いちのせ つき | つっきー               | 赤         | 11月8日  | 青森県   | 159cm | O型    | 2022年8月12日 - 2022年12月31日 | 元 i-deal PROJECT               |
| 新菜るか にいな るか   | るか氏、るーちゃん     | 白         | 10月31日 | 大阪府   | 156cm | O型    | 2022年8月12日 - 2022年12月31日 | 元 i-deal PROJECT               |
| 虻崎らむ あぶさき らむ | あぶ、らむ、らむちゃん | 紫         | 1月23日  | 神奈川県 | 161cm | O型    | 2022年8月12日 - 2023年11月8日  | 元 i-deal PROJECT、電脳カプセル |

## 楽曲

### 配信
- 恋-Emotion
- START
- ROUTE

### 未音源化
- 弱虫ヒーロー
- 全部

### カバー曲
- 12月32日 / キミノマワリ。
- 取り返しがつかない私たち / キミノマワリ。
- カタルシス / キミノマワリ。
- マイパラダイム / キミノマワリ。
- ナヤメルオモイ / キミノマワリ。
- カタオモイ=導火線 / キミノマワリ。
- ギアスター / キミノマワリ。
- ヒマワリ / キミノマワリ。
- ほうき星 / キミノマワリ。
- 敗北の少年 / kemu feat. GUMI
- 45センチの恋 / i-deal PROJECT
- ハジメナイ恋 / i-deal PROJECT